# Ligament collatéral fibulaire
Le ligament collatéral fibulaire (ou ligament latéral externe du genou dans l'ancienne nomenclature) est un ligament de l'articulation fémoro-tibiale.

## Description
Le ligament collatéral fibulaire est un long ligament cylindrique situé à distance de la face latérale de la capsule articulaire.
Il prend naissance sur un tubercule de la face latérale du condyle latéral du fémur. Il descend obliquement vers l'arrière en croisant extérieurement le tendon d'origine du muscle poplité. Il se termine sur la face latérale de la tête fibulaire en avant du tendon du muscle biceps fémoral. Celui-ci recouvre la plus grande partie de la face latérale du ligament.

## Anatomie fonctionnelle
Le ligament collatéral fibulaire s'oppose au genu varum.
C'est un ligament extracapsulaire sans contact ni avec la capsule, ni avec le ménisque.

## Aspect clinique
Le ligament collatéral fibulaire est palpable sous la peau en étant assis en tailleur.
Le ligament collatéral fibulaire est plus flexible que le ligament collatéral tibial et est moins vulnérable aux blessures que celui-ci. Il peut être blessé par entorse ou par déchirure lors d'un varus forcé du genou.
La blessure se manifeste par une douleur à la face latérale du genou, une instabilité du genou lors de la marche, un gonflement et des ecchymoses (ecchymoses) au site du traumatisme. Un traumatisme direct de la face médiale du genou peut également affecter le nerf fibulaire commun, ce qui peut entraîner un pied tombant ou des paresthésies sous le genou pouvant se présenter sous la forme d'une sensation de picotement.

## Source de la traduction
- (en) Cet article est partiellement ou en totalité issu de l’article de Wikipédia en anglais intitulé « Fibular collateral ligament » (voir la liste des auteurs).